# Jorge Motos
Jorge Motos (València, 27 de maig de 1999) és un actor valencià que va obtenir una nominació en els Premis Goya com millor actor revelació pel seu paper principal en la pel·lícula Lucas (2021). Prèviament, havia participat amb un paper recurrent en diverses sèries televisives com Si fueras tú (2017), La caza: Tramuntana (2021) o l’original de Netflix Feria: la luz más oscura (2022).

## Biografia
Jorge Motos va néixer el 27 de maig de 1999 a València. Va estudiar a l'Escola de l'Actor de València durant 8 anys. Va començar en el món de la interpretació amb papers en sèries, donant-se a conèixer amb el personatge d'Hugo en la sèrie en línia Si fueras tú, emesa per Playz el 2017. Posteriorment, va protagonitzar les sèries Mas de cien mentiras per Atresplayer Premium i La Vall a À Punt. El gener de 2021 participà en la segona temporada de La caza, titulada com Tramuntana.
En 2021 va protagonitzar la pel·lícula Lucas, dirigida per Álex Montoya, per la qual va obtenir gran reconeixement. Va ser nominat com Millor actor revelació en els Premis Goya i en la mateixa categoria en les Medalles del Cercle d'Escriptors Cinematogràfics, a més d'haver guanyat reconeixements als festivals de cinema de Màlaga i Alacant. El gener de 2022 va estrenar la sèrie original de Netflix Feria: la luz más oscura amb el paper de Chisco.

## Filmografia

### Cinema
| Any  | Títol                 | Director                       | Personatge    | Notes        |
| ---- | --------------------- | ------------------------------ | ------------- | ------------ |
| 2016 | La madre              | Alberto Morais                 | Amic          |              |
| 2017 | Amar                  | Esteban Crespo                 | Gerrmà Carlos |              |
| 2020 | La vida de un secreto | Miguel Ángel Font Bisier       | Daniel        |              |
| 2021 | Lucas                 | Alex Montoya                   | Lucas         |              |
| 2021 | Con mis ojos          | Inés Pintor i Pablo Santidrián | Dan           | Curtmetratge |

### Televisió
| Any         | Títol                              | Canal   | Personatge  | Notes       |
| ----------- | ---------------------------------- | ------- | ----------- | ----------- |
| 2016        | Centro médico                      | La 1    | Niño        | 1 episodi   |
| 2017        | Cuéntame cómo pasó                 | La 1    | Zangolotino | 1 episodi   |
| 2017        | Si fueras tú                       | La 1    | Hugo Molina | 8 episodis  |
| 2018        | La Vall                            | À Punt  | Marc Revert | 13 episodis |
| 2018 - 2019 | + de 100 mentiras                  | Flooxer | Alan        | 11 episodis |
| 2019        | Èxode, de la batalla a la frontera | TV3     | Soldat      | Telefilm    |
| 2020        | Mercado Central                    | La 1    | Beltrán     | 10 episodis |
| 2021        | La caza: Tramuntana                | La 1    | Daniel Coll | 6 episodis  |
| 2021        | El vecino                          | Netflix | Chaval      | 1 episodi   |
| 2022        | Feria: la luz más oscura           | Netflix | Chisco      | 8 episodis  |

## Premis i nominacions
| Premi                                            | Any  | Categoria                 | Treball nominat | Resultat  | Ref.  |
| ------------------------------------------------ | ---- | ------------------------- | --------------- | --------- | ----- |
| Festival de Màlaga                               | 2021 | Millor actor - Zonacine   | Lucas           | Guanyador | [ 5 ] |
| Medalles del Cercle d'Escriptors Cinematogràfics | 2021 | Actor revelació           | Lucas           | Pendent   | [ 6 ] |
| Premis Berlanga                                  | 2021 | Millor actor protagonista | Lucas           | Guanyador | [ 7 ] |
| Premis Goya                                      | 2021 | Millor actor revelació    | Lucas           | Pendent   | [ 8 ] |